# Regla d'or de Fermi

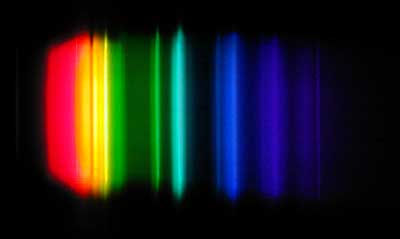
Gràcies a la regla d'or de Fermi podem comprendre per què unes línies espectrals són més intenses que altres, entre altres coses.

La regla d'or de Fermi  és un mètode emprat en teoria de pertorbacions per calcular la taxa de transició (és a dir, la probabilitat que es produeixi una transició donada per unitat de temps) entre un autoestat de l'energia donat i un continu d'autoestats.
En altres paraules, explica per què unes línies espectrals atòmiques brillen amb més intensitat que altres, en comptes de tenir totes la mateixa intensitat (que és el que, erròniament, prediu el model de Bohr).

## Història
La regla d'or de Fermi és un bon exemple de la llei de Stigler, atès que tot i que rep el nom de Enrico Fermi, la major part de la teoria va ser desenvolupada per Paul Dirac el 1927, qui va arribar a una equació gairebé idèntica. La regla va ser associada a Fermi pel fet que aquest la coneixia com  Regla d'Or Número 2, a causa de la seva utilitat.

## Teoria
Suposem un sistema el hamiltonià total és:
{\displaystyle H_{T}=H_{0}+H_{1}}
On H0  és la part sense pertorbar, que no depèn del temps, mentre que H1 descriu la pertorbació, que en general sí que depèn del temps (però no necessàriament).
Volem calcular la probabilitat per unitat de temps que el sistema passi de l'autoestat inicial {\displaystyle |i\rangle } al conjunt d'estats finals {\displaystyle |f\rangle }.
- Si H1  no depèn del temps, els únics estats que el sistema pot aconseguir en el continu seran aquells que tinguin la mateixa energia de l'estat inicial (conseqüència del fet que quan el Hamiltonià total HT  és independent del temps, l'energia total s'ha de conservar).
- Si H1 és una funció sinusoidal dependent del temps, sovint via la freqüència {\displaystyle \omega }, la diferència entre les energies dels estats inicial i final serà {\displaystyle \hbar \omega }.

En ambdós casos, la probabilitat de transició per unitat de temps des de l'estat inicial al final és:
{\displaystyle T_{i\rightarrow f}={\frac {2\pi }{\hbar }}\left|\langle f|H_{1}|i\rangle \right|^{2}\rho ,}
on {\displaystyle \rho } és la densitat d'estats finals (la quantitat d'estats per unitat d'energia), i {\displaystyle \langle f|H_{1}|i\rangle } és, emprant la notació bra-ket, l'element de matriu de la pertorbació H1  entre els estats inicial i final.
En altres termes, el que aquesta fórmula diu és que la probabilitat de la transició és proporcional a l'acoblament entre els estats inicial i final (l'element de matriu) multiplicat pel nombre de maneres diferents en què es pot donar la transició (la densitat d'estats).